# Iver-Johnson

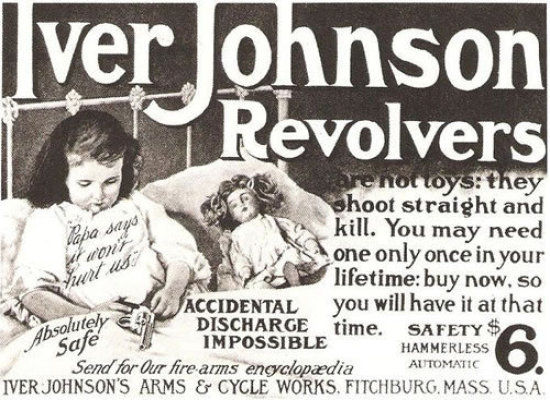
Advertentie voor revolvers

Iver-Johnson was een Amerikaanse fabrikant van vuurwapens, fietsen en motorfietsen van 1871 tot 1993. Vanaf 1891 was de fabriek gevestigd aan 136 River Street in Fitchburg, Massachusetts.
De bedrijfsnaam was Iver-Johnson's Arms & Cycle Works.
De Amerikaanse president William McKinley werd in 1901 door Leon Czolgosz vermoord met een Iver-Johnson .32 kaliber "Safety Automatic" revolver.
Presidentskandidaat Robert Kennedy werd in 1968 door Sirhan Sirhan vermoord met een Iver-Johnson .22 kaliber Cadet 55-A revolver .
Van 1907 tot 1915 produceerde Iver-Johnson goede motorfietsen met eencilinder- en V-twin motoren tot 1.090cc. Tegen meerprijs waren de zware modellen leverbaar met achtervering. De Iver-Hohnson-motorfietsen kenmerkten zich door een zeer sterk frame met gekromde framebuizen. Ook de V-twins waren zeer vooruitstrevend, met afzonderlijke, verzette kruktappen om een gelijkmatige motorloop te waarborgen.